# Gâvres
Gâvres (bret. Gavr) – miejscowość i gmina we Francji, w regionie Bretania, w departamencie Morbihan.
Według danych na rok 1990 gminę zamieszkiwało 848 osób, a gęstość zaludnienia wynosiła 451 osób/km² (wśród 1269 gmin Bretanii Gâvres plasuje się na 636. miejscu pod względem liczby ludności, natomiast pod względem powierzchni na miejscu 1093.).